# Shungiku Nakamura
Shungiku Nakamura (中村 春菊 Nakamura Shungiku?,  Japón, 13 de diciembre de 1980) es una dibujante japonesa, conocida principalmente por sus obras de género yaoi, Junjō Romantica y Sekai-ichi Hatsukoi. 

## Biografía
Nakamura nació en Japón, el 13 de diciembre de 1980. En 1998, a la edad de diechiocho años, comenzó a trabajar en el mundo del manga con la realización del manga de dos volúmenes Touzandou Tentsui Ibun, el cual fue publicado por la editorial Kadokawa Shōten en la revista Asuka Ciel-DX, especializada en el género yaoi. En 2002, creó el manga Junjō Romantica, prepublicado en la revista trimestral Asuka CIEL DX de la editorial Kadokawa Shoten. Actualmente es publicado en la revista bimensual Asuka CIEL Très Très de la misma editorial. Su obra adquirió fama rápidamente y en 2008 fue adaptada al anime por el Studio Deen y dirigida por Chiaki Kon.
En 2002, también debutó en el género shōnen-ai con el trabajo √W. P. B. publicado en la revista Square Enix Monthly GFantasy de la editora Square Enix, pero regresó al género yaoi con el manga Sekai-ichi Hatsukoi, publicado en la revista bimensual Asuka CIEL de Kadokawa Shōten, serie que también fue adaptada al anime en 2011 por Studio Deen y dirigida por Chiaki Kon. En 2004, oficialmente se mudó a Tokio y continúa trabajando en varios proyectos como dibujante.

## Trabajos
- Touzandou Tentsui Ibun (東山道転墜異聞) (dos tomos)
- Tsuki wa Yamiyo ni Kakuru ga Gotoku (月は闇夜に隠るが如く) (un tomo)
- Umi ni Nemuru Hana (海ニ眠ル花)  (cinco tomos)
- Mangetsu Monogatari (満月物語)  (un tomo)
- Junjō Romantica (純情ロマンチカ) (en curso) (27 tomos actualmente)
- √W. P. B. (ルート・ダブリュ・ピー・ビー)  (dos tomos)
- Hybrid Child (ハイブリッド・チャイルド) (un tomo)
- Sekai-ichi Hatsukoi (世界一初恋) (En curso) (17 tomos actualmente)